# Lista de pinturas de Félix Bernardelli
Esta é uma lista de pinturas de Félix Atiliano Bernardelli.
A carreira artística de Félix Bernardelli, pintor brasileiro da virada do século XIX para o século XX, é influenciada por seus irmãos, o escultor Rodolfo Bernardelli e o pintor Henrique Bernardelli. Félix Bernardelli estuda na Academia Imperial de Belas Artes. Em sua carreira, destacam-se suas obras no contexto de uma missão artística no México.

## Lista de pinturas
| Imagem | Título                            | Data | Material            | Coleção                       | Versão audível |
| ------ | --------------------------------- | ---- | ------------------- | ----------------------------- | -------------- |
|        | Arredores de Guadalajara (México) |      | tinta a óleo        | Coleção Museu Paulista        |                |
|        | Lago de Chapala - México          |      | tinta a óleo        | Coleção Museu Paulista        |                |
|        | Chioggia                          |      | tinta a óleo painel | Museu Antônio Parreiras       |                |
|        | Dança Mexicana                    |      | tinta a óleo tela   | Museu Mariano Procópio        |                |
|        | Passará ele?                      | 1894 | tinta a óleo tela   | Museu Nacional de Belas Artes |                |
|        | Retrato de Celestina Bernardelli  | 1893 | tinta a óleo tela   | Pinacoteca de São Paulo       |                |
|        | Cabeça de velha                   |      | tinta a óleo tela   | Pinacoteca de São Paulo       |                |